# 율곡과 신사임당
"율곡과 신사임당"은 1979년에 개봉한 대한민국의 영화이다.

## 캐스팅
- 김흥기 - 율곡 이이 역
- 고은아 - 신사임당 역
- 박근형 - 선조 역
- 최남현
- 도금봉
- 한은진
- 최정훈
- 이일웅
- 이종만
- 이치우
- 방수일
- 최삼
- 이룡
- 강계식
- 김기주
- 최민규
- 김향미
- 김창영